# Lana Turner
Lana Turner   (Wallace, 8 de febrer de 1921 - Los Angeles, 29 de juny de 1995) va ser una actriu estatunidenca, part inexcusable dells anys daurats de Hollywood: encarnació de l'encís hollywoodià, va ser durant dues dècades una de les estrelles de la Metro-Goldwyn-Mayer.

## La noia del suèter
El destí de Lana Turner ha estat tan mogut com els guions de les seves pel·lícules. Quan tenia deu anys, el seu pare Virgil Turner és assassinat en un carrer de San Francisco. Lana és llavors col·locada en una institució religiosa abans de tornar a reunir-se amb la seva mare, esteticista, a Los Angeles. La llegenda diu que un responsable de la revista « Hollywood reporter », Billy Wilkerson, la veu el 1935 en un drugstore menjant-se un gelat, davant la Hollywood Highschool, on segueix des de fa poc cursos de mecanografia. Li suggereix fer cinema i l'envia a presentar-se als dirigents de l'agència de Zeppo Marx. Comença a fer de figurant a Ha nascut una estrella (1937) de William Wellman, però sobretot hi troba el director Mervyn LeRoy. Gran descobridor de talents, Lana Turner n'és l'exemple més reeixit. El realitzador detecta en ella un potencial i li dona un paper secundari en el drama social, They Won't Forget (1937). A petició de LeRoy, la noia es diu des d'aleshores Lana i cal destacar que en aquesta pel·lícula porta un suèter que emmotlla de manera destacable les seves formes. Gràcies a aquests pullovers, massa petits per a ella —se la sobrenomena «la noia del suèter»—, es converteix en un ídol per a la joventut. Tindrà, aleshores, dues aparicions en pel·lícules d'època.

## La rossa fatal

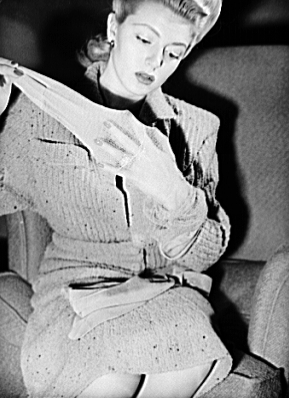
Lana Turner el 1941

Lana Turner està vinculada a un contracte especial amb Mervyn LeRoy i el 1938, quan el realitzador deixa la firma Warner Bros per anar a la Metro-Goldwyn-Mayer, porta amb ell la seva jove protegida. Comença llavors la seva llarga i prestigiosa carrera en aquesta firma. Segueixen cursos de dicció, d'art dramàtic i de ball a la Little Red School House, l'escola de la MGM, al mateix temps que dos alumnes cèlebres: Judy Garland i Mickey Rooney. Roda la seva primera pel·lícula MGM, amb aquests «dos nens estrelles» en la popular sèrie dels «Andy Hardy», Love Finds Andy Hardy (1938). Però molt de pressa, Louis B. Mayer comprèn que la seva nova recluta ho té tot per reemplaçar l'estrella Jean Harlow, que acaba de perdre tràgicament, i esdevenir el nou sex symbol de la companyia.
Després d'haver participat en diverses pel·lícules de sèrie B, esclata a Ziegfeld Girl de Robert Z. Leonard que va ser un dels majors èxits de 1941. Superproducció, aquesta pel·lícula marca un verdader gir a la carrera de Lana i hi eclipsa els seus companys: Judy Garland, Hedy Lamarr i James Stewart. El seu salari puja a 1500 dòlars per setmana i la MGM li ofereix d'ara endavant papers de més envergadura.

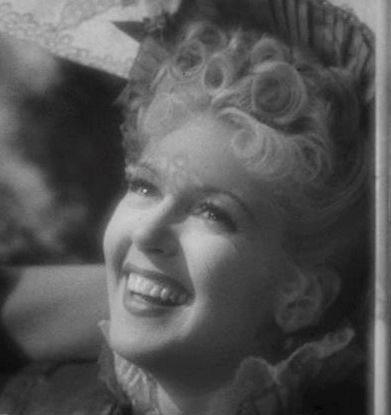
Lana Turner a Dr. Jekyll and Mr. Hyde

Roda amb les estrelles més prestigioses de l'estudi, com Spencer Tracy a Dr. Jekyll and Mr. Hyde (on havia d'interpretar el paper de la prostituta, abans que Ingrid Bergman no el reclami), Robert Taylor a Johnny Eager de Mervyn LeRoy, Walter Pidgeon a Week-End at the Waldorf i sobretot Clark Gable on l'alquímia de la parella és explosiva, es trobaran a diverses pel·lícules entre les quals Honky Tonk, Somewhere I'll Find You o Homecoming.Durant la Segona Guerra Mundial, Lana serà una de les pin-up més populars dels GI i participarà activament en les diversions destinades a aixecar la moral de les tropes. El 1944, Lana dona llum a la seva noia filla, Cheryl, del seu segon marit, el comediant Stephen Crane.
És el 1946, amb el sulfurós The Postman Always Rings Twice, que marcarà per sempre la memòria dels cinèfils. MGM, tanmateix poc acostumada al cinema negre, li dona un paper de femme fatale. Hom recordarà molt de temps la primera aparició de Lana, tota vestida de blanc. «Lana Turner, gairebé sempre vestida de blanc, mostra la seva plàstica, els seus moviments de malucs. Es buscava, instintivament, endevinar sota aquesta blancor la rodonesa d'un pit o la línia del cul » ens dona una magnífica interpretació.
Lana Turner és una de les actrius més rendibles de la MGM, com ho proven els seus èxits següents, l'espectacular pel·lícula Green Dolphin Street, Homecoming on coincideix amb Mervyn LeRoy i Clark Gable, dues pel·lícules de George Sidney, Cass Timberlane amb Spencer Tracy, i Els tres mosqueters on encarna la verinosa Milady de Winter al costat de Gene Kelly.

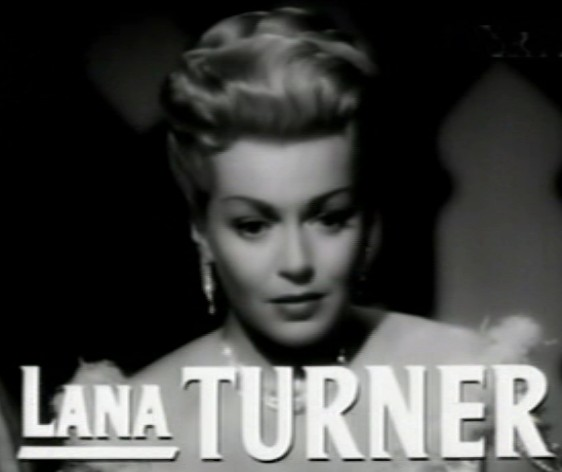
The Bad and the Beautiful

El 1953, troba un dels seus millors papers a The Bad and the Beautiful, sàtira del món de Hollywood, sota la direcció de Vincente Minnelli. El seu paper de Georgia Lorrison és inspirat més o menys en la vida de Diana Barrymore, filla de l'actor John Barrymore. La pel·lícula va ser nominada sis vegades als Oscars i va rebre 5 trofeus.
Interpreta llavors personatges novel·lescos com Crystal Radek en la tercera versió de La vídua alegre, una gran sacerdotessa bíblica a The Prodigal, una lady enamorada del fill d'un Maharajà a The Rains of Ranchipur fins a l'amant del rei Enric II Diane que serà la seva última pel·lícula amb MGM després de 18 anys de regnat.
«Quan vaig acabar Diana, va reconèixer Lana Turner, me'n vaig anar de l'estudi sense una mirada darrere. Era estrany veure aquests carrers des d'aleshores buits. Havien estat la meva segona casa, potser la meva casa més estable durant disset anys. Em recordo excitada quan he vist aquestes cares famoses en l'època de l'edat d'or de la MGM i la felicitat de formar-ne part. Ara la glòria és passat. »

## La segona revifada

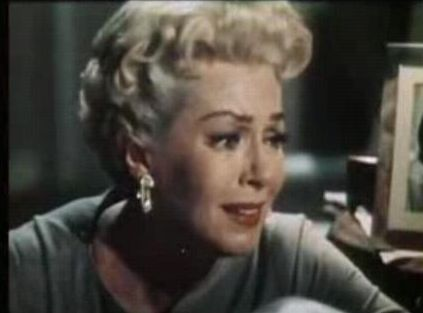
Imitació de la vida

Tornada a la llibertat, Lana Turner accepta l'oferta del productor Jerry Wald de rodar Peyton Place, adaptació del best seller Peyton Place, la pel·lícula és un èxit extraordinari i dona una segona revifada a la carrera de Lana. Recull nou nominacions als Oscars, entre els quals, el del millor paper femení per primera vegada.
Però una ombra sorgirà en la vida privada de l'estrella. El 4 d'abril de 1958, la filla de Lana Turner, Cheryl Crane de catorze anys, assisteix a una violenta discussió entre la seva mare i el seu amant de l'època, el gàngster Johnny Stompanato. L'apunyala, volent defensar la seva mare terroritzada per aquest que amenaçava de matar-la. L'escàndol és enorme. Els diaris i els canals de televisió van plens d'aquest trist assumpte. La seva filla Cheryl és absolta, la investigació va establir que havia actuat per protegir la seva mare. El Tot Hollywood es pregunta si la carrera de l'estrella no és acabada.
Però malgrat l'escàndol, Lana efectua un retorn triomfal amb el brillant melodrama de Douglas Sirk, Imitació de la vida. L'enorme recaptació de la pel·lícula revifa l'Universal Pictures llavors en greus dificultats financeres i igualment situa financerament Lana Turner a recer, ja que té el 50% dels beneficis nets de la pel·lícula i percep onze milions de dòlars només pel primer any d'explotació mundial. D'aleshores ençà, Lana roda poc i les seves poques pel·lícules estan lluny de ser destacables. L'excepció seria Madame X , el seu últim gran paper.
Treballarà per a la pantalla petita, sobretot a la sèrie Falcon Crest el 1982 i 1983.
Mor, víctima d'un càncer de gola, el 29 de juny de 1995.

## Filmografia
- Ha nascut una estrella (A Star Is Born) (1937, no surt als crèdits)
- They Won't Forget (1937)
- Topper (1937, no surt als crèdits)
- The Great Garrick (1937)
- Les aventures de Marco Polo (The Adventures of Marco Polo) (1938)
- Love Finds Andy Hardy (1938)
- The Chaser (1938)
- Four's a Crowd (1938, no surt als crèdits)
- Rich Man, Poor Girl (1938)
- Dramatic School (1938)
- Calling Dr. Kildare (1939)
- These Glamour Girls (1939)
- Dancing Co-Ed (1939)
- Two Girls on Broadway (1940)
- We Who Are Young (1940)
- Ziegfeld Girl (1941)
- Dr. Jekyll and Mr. Hyde (1941)
- Honky Tonk (1941)
- Johnny Eager (1942)
- Somewhere I'll Find You (1942)
- Strictly G.I. (personatge curt, 1943)
- The Youngest Profession (1943, Cameo)
- Slightly Dangerous (1943)
- Show Business at War (1943, personatge curt)
- Du Barry Was a Lady (1943, cameo)
- Marriage Is a Private Affair (1944)
- Keep Your Powder Dry (1945)
- Week-End at the Waldorf (1945)
- El carter sempre truca dues vegades (The Postman Always Rings Twice) (1946)
- Green Dolphin Street (1947)
- Cass Timberlane (1947)
- Homecoming (1948)
- Els tres mosqueters (The Three Musketeers) (1948)
- A Life of Her Own (1950)
- Mr. Imperium (1951)
- La viuda alegre (The Merry Widow) (1952)
- Captius del mal (The Bad and the Beautiful) (1952)
- Latin Lovers (1953)
- The Flame and the Flesh (1954)
- El camí de la traïció (Betrayed) (1954)
- The Prodigal (1955)
- Persecució a alta mar (The Sea Chase) (1955)
- The Rains of Ranchipur (1955)
- Diane (1956)
- Peyton Place (1957)
- The Lady Takes a Flyer (1958)
- Another Time, Another Place (1958)
- Imitació de la vida (Imitation of Life) (1959)
- Portrait in Black (1960)
- Brots de passió (By Love Possessed) (1961)
- Bachelor in Paradise (1961)
- Trampa al meu marit (Who's Got the Action?) (1962)
- Love Has Many Faces (1965)
- Madame X (1966)
- The Big Cube (1969)
- Persecution (1974)
- Bittersweet Love (1976)
- Witches' Brew (1980)
- Thwarted (1991)

## Galeria d'imatges

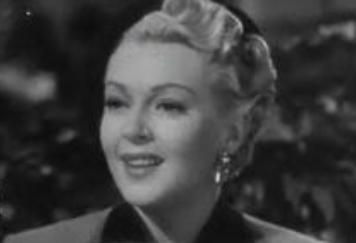
A Life Of Her Own
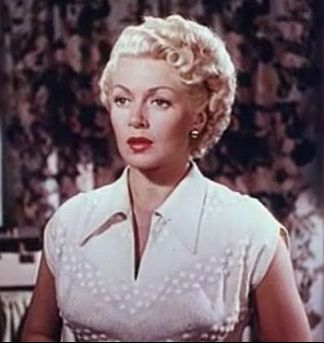
Mr. Imperium (1951)
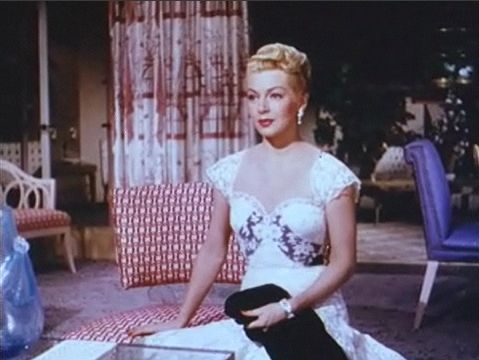
Latin Lovers (1953)
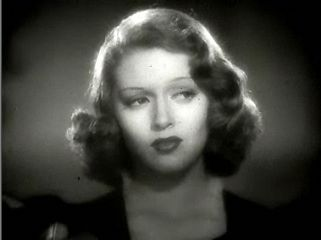
Dramatic School (1938)
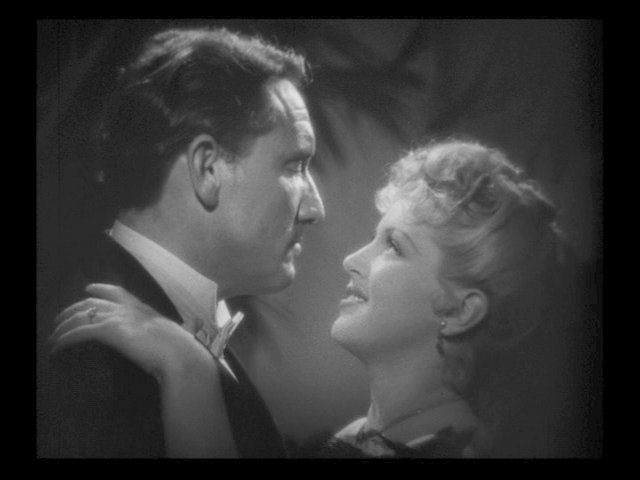
Spencer Tracy i Lana Turner a Dr. Jekyll and Mr. Hyde (1941)

## Premis i nominacions[calcitació]
Premis
- 1995: Premi Donostia per Trajectòria cinematogràfica

Nominacions
- 1957: Oscar a la millor actriu per Peyton Place